# Quasi gol (programma radiofonico)
Quasi gol è stata una trasmissione radiofonica ideata e condotta dalla Gialappa's Band.

## La storia
Nella trasmissione d'esordio Bar sport trasmessa su Radio Popolare, il trio commentava, in maniera ironica e scanzonata, la giornata calcistica. Il programma prevedeva la determinante collaborazione degli ascoltatori che, chiamando da casa, contribuivano alla riuscita di una trasmissione volutamente caotica.
Il successo di Bar sport e delle loro radiocronache si trasforma in un vero fenomeno mediatico, attirando un notevole seguito di ascoltatori, e ciò li porta a proporle su network di diffusione sempre maggiore un nuovo programma chiamato Quasi gol, prima sul circuito Radio Sper (per i mondiali del 1990), e poi su Radio Deejay, dove presentano anche una trasmissione a cadenza settimanale, co-condotta da Roberto Ferrari.

### Edizioni
Quasi gol è andata in onda durante i seguenti eventi:
- campionati mondiali di calcio del 1990 sul Circuito Sper
- campionati mondiali di calcio del 1994 su Radio Rai
- campionati europei di calcio del 1996 su Radio Deejay

### Sigle
Per l'edizione 1990, è il brano Giocatore mondiale degli Elio e le storie tese, traccia bonus del CD The Los Sri Lanka Parakramabahu Brothers.

## Telecronaca
Le radiocronache avevano sempre un taglio ironico e scanzonato, anche se con meno volgarità rispetto a Bar Sport. L'utilizzo di effetti sonori in determinate occasioni di gioco (infortunio, calcio di rigore, sostituzione) aumentava il grado di comicità della trasmissione.
Saltuariamente potevano esserci degli ospiti in studio delle nazioni in campo in quella telecronaca, contribuendo con battute, commenti e aneddoti del loro paese (caratteristica che si ritroverà nelle future radiocronache sportive).
Alla fine di ogni puntata veniva trasmesso il montaggio dei messaggi ricevuti nella segreteria telefonica della radio.